# دارين مكدونالد
دارين مكدونالد (بالإنجليزية: Darren McDonald)‏ هو مذيع أخبار نيوزيلندي، ولد في 1967.